# کوکنان-تپویی
کوکنان-تپویی (به اسپانیایی: Tepuy Kukenán) یک کوه در ونزوئلا است که در ایالت بولیوار واقع شده‌است. کوکنان-تپویی ۲٬۶۸۰ متر بالاتر از سطح دریا واقع شده‌است.